# Comunicador (Star Trek)
El comunicador és un dispositiu fictici utilitzat per a la comunicació de veu a l'univers fictici de Star Trek. Com s'ha vist en almenys dos casos, els episodis de Sèrie original "Demà és avui" i "El dia del colom", també pot servir com a dispositiu/balisa de senyalització d'emergència, similar a un transponedor. El comunicador permet el contacte directe entre individus o a través del sistema de comunicació d'una nau.
El comunicador va ser dissenyat per Wah Ming Chang, qui també va dissenyar altres accessoris de Star Trek com el faser i el tricorder, així com la primera nau romulana.
El comunicador de l'univers de Star Trek supera les capacitats de la tecnologia moderna de telefonia mòbil, els prototips de la qual va inspirar. Permet als membres de la tripulació contactar amb naus espacials en òrbita sense dependre d'un satèl·lit per retransmetre el senyal. Els comunicadors utilitzen transmissions subespacials que no s'ajusten a les regles normals de la física, ja que els senyals poden evitar la interferència EM, i els dispositius permeten una comunicació gairebé instantània a distàncies que d'altra manera requeririen més temps per travessar.
A Star Trek: La sèrie original (TOS), els comunicadors funcionaven com un dispositiu argumental, deixant els personatges encallats en situacions difícils quan funcionaven malament, es perdien o es robaven, o sortien fora de l'abast. Altrament, el transportador podria haver permès que els personatges tornessin a la nau al primer senyal de problemes, acabant la història prematurament.

## Desenvolupament dels comunicadors

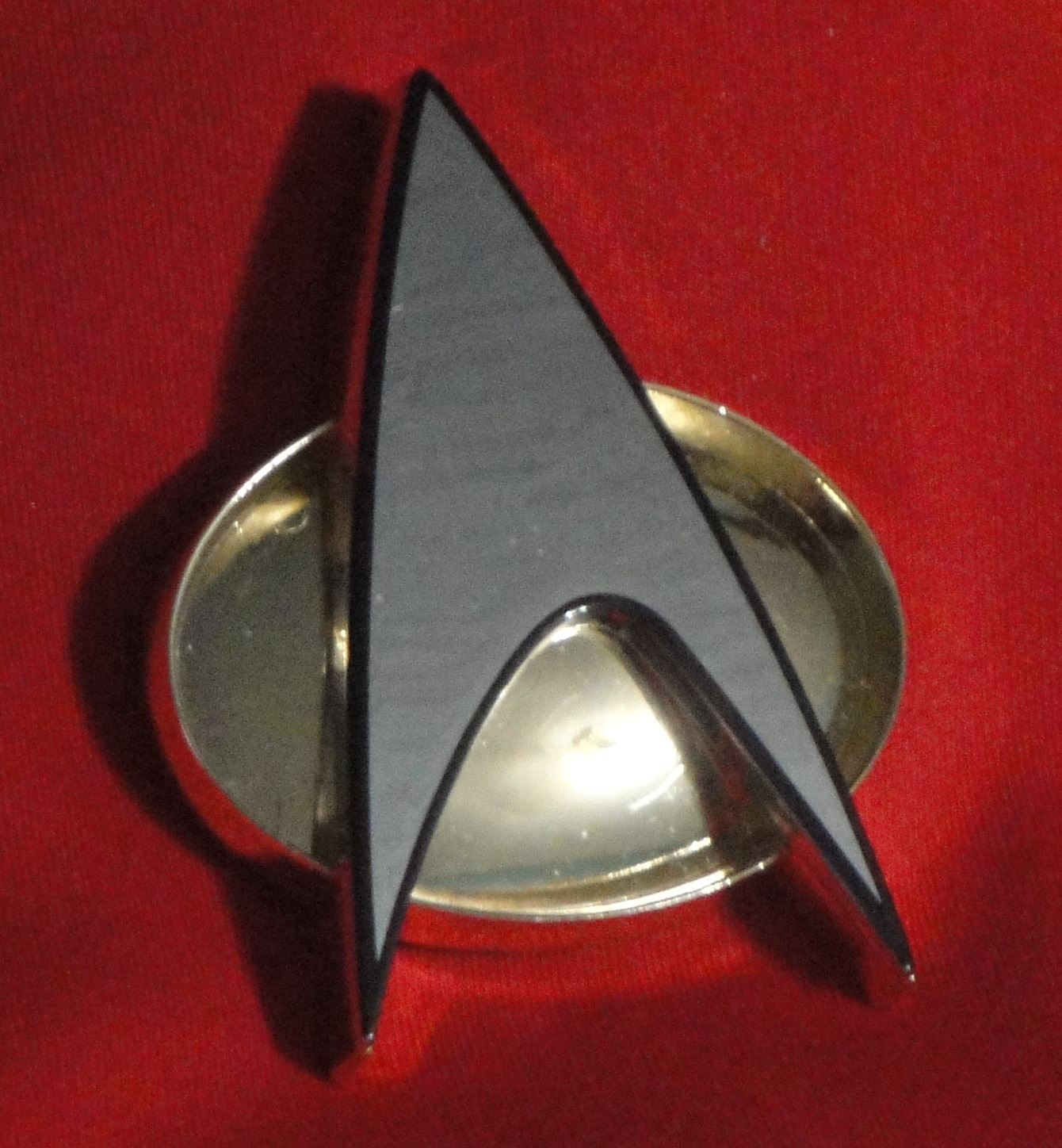
Insígnia de comunicador de la Flota Estel·lar de La nova generació i els primers episodis de Deep Space 9.

Al llarg de tot Star Trek: Enterprise i Star Trek: La sèrie original, la comunicació a la nau s'aconsegueix mitjançant panells de comunicadors en escriptoris i parets, i de vegades mitjançant l'ús de videotelèfons. Mentre formaven un equip de desembarcament, la tripulació portava comunicadors portàtils que s'obren. La secció superior conté una antena transceptora i la inferior conté controls d'usuari, un altaveu i un micròfon. El dispositiu va ser dissenyat i construït per Wah Chang, qui també va construir molts dels altres accessoris utilitzats a la sèrie.
Els comunicadors de canell es van utilitzar a Star Trek: La pel·lícula i van romandre en ús per algunes instal·lacions i naus de la Flota Estel·lar durant l'època de La còlera del Khan. Tanmateix, el comunicador portàtil tradicional va tornar a les pel·lícules posteriors. No es va explicar el motiu del canvi, però la font no canònica Mister Scott's Guide to the Enterprise va oferir l'explicació que la Flota Estel·lar va deixar d'utilitzar els comunicadors de canell quan es va determinar que eren propensos a fallades repetides després de patir impactes menors.

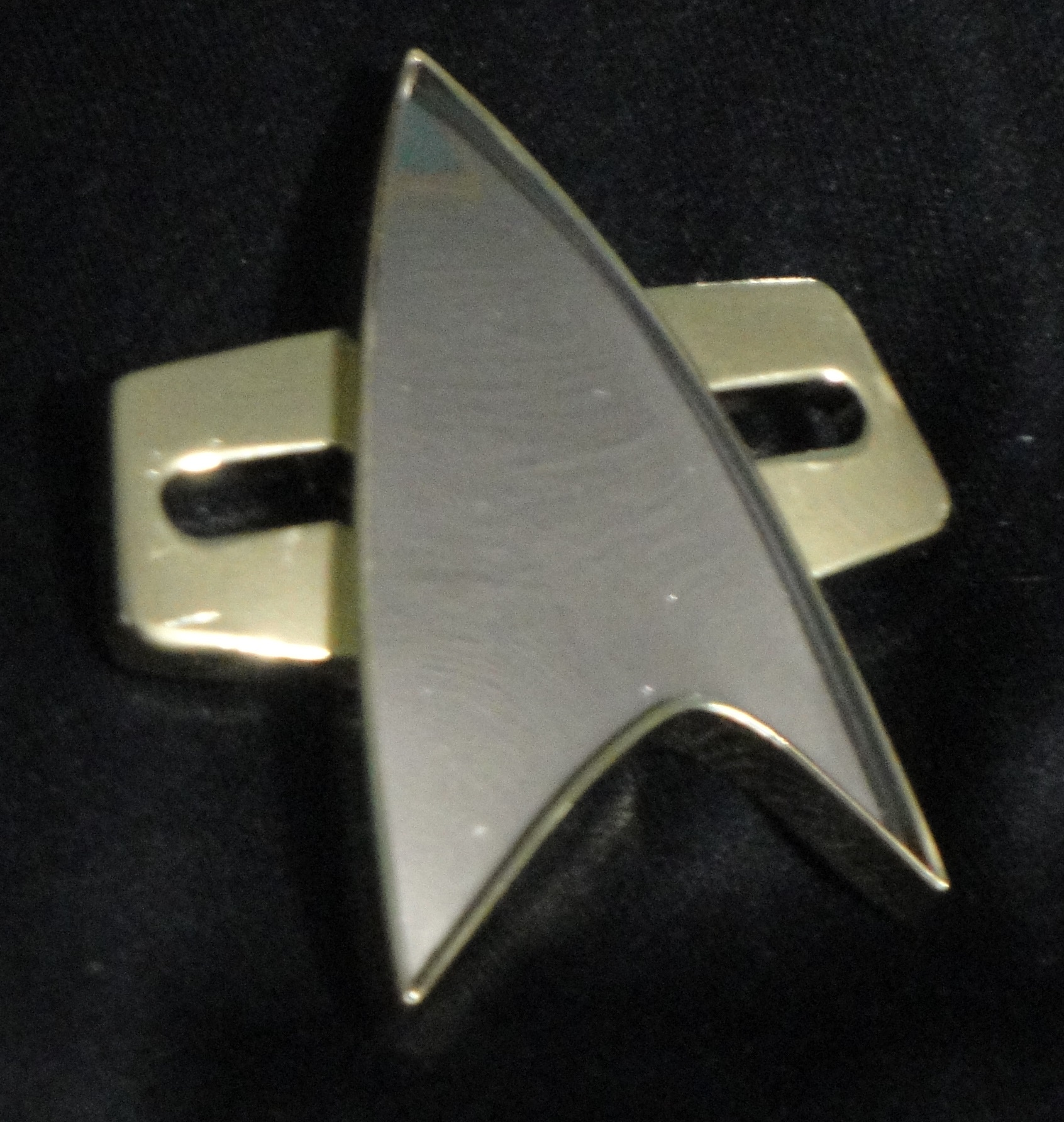
Insígnia de comunicació revisada de la pel·lícula Star Trek: Generations. També es va utilitzar a Voyager i els episodis posteriors de Deep Space 9, així com a les tres últimes pel·lícules de TNG i a les escenes de salt enrere de Picard.

A Star Trek: La nova generació (TNG) i sèries posteriors, els oficials i el personal allistat de la Flota Estel·lar porten petites insígnies de comunicador al pit esquerre. Aquests dispositius tenen la forma de les insígnies de la Flota Estel·lar i s'activen amb un toc lleuger. També incorporen el traductor universal. S'han vist quatre versions de la insígnia del comunicador a la pantalla. La primera va ser un prototip utilitzat pels membres de la Secció 31 durant la segona temporada de Star Trek: Discovery (DIS). La segona es va utilitzar durant TNG i en les dues primeres temporades de Star Trek: Deep Space Nine (DS9). La tercera es va utilitzar en les últimes cinc temporades de DS9, al llarg de Star Trek: Voyager (VOY), les quatre pel·lícules de TNG i en escenes de salt enrere a Star Trek: Picard (PIC). La quarta es va veure en ús el 2399 a Picard. L'ús de les insígnies modernes es remunta com a mínim a l'època de lEnterprise-C. (El tinent Richard Castillo es mostra amb una insígnia de comunicador a l'episodi de TNG "L'Enterprise del passat" la insígnia de la Flota Estel·lar del seu uniforme de l'època de les pel·lícules TOS que ara funciona com a insígnia de comunicador.)
Segons Data a l'episodi "La sageta del temps, Part Una" en una partida de pòquer el 1893, la insígnia està feta d'un compost cristal·lí de silici, beril·li, carboni 70 i or.
A "Deep Space Nine", els oficials i el personal allistat bajorà també porten una petita insígnia de comunicador que funciona de manera molt similar a les seves contraparts de la Flota Estel·lar. Tanmateix, els bajorans porten les seves insígnies al pit dret de les seves túniques d'uniforme. Els cardassians es mostren portant els seus comunicadors al canell esquerre.
Tot i que els panells de paret i escriptori encara són presents, els oficials i la tripulació els consideren un sistema secundari, basant-se principalment en les insígnies. Les pantalles de visualització s'utilitzen per a les comunicacions visuals. A les naus i instal·lacions de la Flota Estel·lar, la comunicació també es pot aconseguir dirigint verbalment l'ordinador perquè iniciï comunicacions amb una altra persona.
A l'episodi "Those Old Scientists" de Star Trek: Strange New Worlds, la primera oficial Una Chin-Riley mostra el comunicador delta de l'alferes Brad Boimler, que viatja en el temps, al capità Christopher Pike. En veure que el comunicador s'activa amb un simple botó, Pike comenta que "obrir-lo és la millor part".

## Relació amb la tecnologia real actual
El 12 de juliol de 2010, la CBS va llançar una aplicació per a iPhone, creada per Talkndog Mobile, anomenada Star Trek Communicator. L'aplicació replicava el disseny i el xiulet icònic del comunicador.
El juny de 2016, The Wand Company Ltd. va llançar una rèplica molt precisa i funcional del Comunicador Star Trek: La sèrie original que utilitza Bluetooth per permetre-li emparellar-se i connectar-se a un telèfon mòbil amb Bluetooth per permetre'l utilitzar exactament de la manera prevista a la sèrie de televisió original Star Trek; per fer i rebre trucades. Els avenços en el reconeixement de veu i la intel·ligència artificial basada en el núvol permeten a l'usuari utilitzar la marcació per veu a través d'una interfície força senzilla, però també fer preguntes mitjançant Siri, Google Assistant, Cortana o qualsevol altre assistent personal digital a través del Comunicador. Això és molt semblant a quan un membre de la tripulació Enterprise a la sèrie original demana a l'ordinador de la nau que trobi un company o que demani una actualització d'estat.
El desembre de 2016, Fametek LLC. va llançar el CommBadge Star Trek: La nova generació utilitza la tecnologia Bluetooth 4.2 per permetre que es pugui emparellar amb un telèfon mòbil o tauleta amb Bluetooth per fer i rebre trucades i utilitza ordres de veu a través de Siri, Google Assistant o Cortana. El Bluetooth ComBadge també té un mode Cos-Play que, quan es prem, activa el mateix efecte de so Chirp que es veu a la sèrie.
No s'ha desenvolupat, proposat o teoritzat cap equivalent real a la comunicació subespaial. Tanmateix, molts altres aspectes de la tecnologia de comunicacions de la Flota Estel·lar són habituals. Per exemple, la funcionalitat del localitzador/transponedor s'implementa mitjançant dispositius GPS, LoJack, RFID i RDF, i els assistents digitals basats en el núvol funcionen de manera similar a la intel·ligència artificial d'un ordinador d'una nau de la Flota Estel·lar.

## Enllaços exters
- Communicator a Memory Alpha